# Robert G. Ingersoll
Robert Green Ingersoll (ur. 11 sierpnia 1833, zm. 21 lipca 1899) – pułkownik wojsk Unii w amerykańskiej wojnie domowej, prawnik, agnostyk, krytyk religii i entuzjasta nauki okrzyknięty „amerykańskim Wolterem”. Autor wielu książek, licznej publicystyki i przemówień oraz wykładów.
Robert G. Ingersoll był pod koniec XIX w. bardzo popularny w Stanach Zjednoczonych. Wypowiadał się w wielu ważnych kwestiach społecznych i światopoglądowych: równouprawnienia kobiet, likwidacji nierówności rasowej, promocji laickiego światopoglądu, wolności słowa i wolności obyczajowej. Aktywista partii republikańskiej.